# Land Rover Range Rover Sport
Land Rover Range Rover Sport — среднеразмерный кроссовер сегмента «люкс», созданный на платформе автомобиля Land Rover Discovery 3, производящийся британской компанией Land Rover с 2006 г.
В апреле 2009 года на мотор-шоу в Нью-Йорке был представлен Range Rover Sport 2010 модельного года. В 2013 году в Нью-Йорке был представлен совершенно новый Range Rover Sport с 5-ю вариациями силовых агрегатов под капотом и «похудевший» на 420 кг за счет кузова, теперь выполненного из сплава высокопрочного алюминия. Тестировал автомобиль Дэниел Крейг.
На флагманской модификации Range Rover Sport используется снабжённый нагнетателем бензиновый двигатель V8 рабочим объёмом 5,0 литров и мощностью 510 л. с. Максимальный крутящий момент составляет 625 Н•м. Крутящий момент передаётся на механизмы системы постоянного полного привода через восьмиступенчатую адаптивную автоматическую коробку передач.

## Моторная гамма
| Характеристики                             | TDV6 SE / HSE / AUTOBIOGRAPHY | V8 HSE      | V8 SUPERCHARGED / AUTOBIOGRAPHY |
| ------------------------------------------ | ----------------------------- | ----------- | ------------------------------- |
| Объём                                      | 3 литра                       | 5 литров    | 5 литров                        |
| Мощность                                   | 249 л. с                      | 375 л. с.   | 510 л. с.                       |
| Разгон от 0 до 100 км/ч                    | 9.3 секунды                   | 7.6 секунды | 6.2 секунды                     |
| Максимальная скорость                      | 200 км/ч                      | 209 км/ч    | 225 км/ч                        |
| Расход топлива (городской цикл), л/100 км  | 11.2                          | 19.8        | 21.8                            |
| Расход топлива (загородный цикл), л/100 км | 8.1                           | 10.5        | 10.7                            |
| Расход топлива (смешанный цикл), л/100 км  | 9.2                           | 19.8        | 14.9                            |
| Выбросы СО2, г/100 км                      | 243                           | 325         | 348                             |
| Соответствие экологическому стандарту      | EU4/EU5                       | EU5         |                                 |

## Галерея
- Первое поколение
- Второе поколение
- Третье поколение